# Умм Харам
Умм Харам бинт Милхан (араб. أم حرام بنت ملحان‎ Umm Ḥarām bint Milḥān), более известная в турецкой традиции как Хала Султан (тур. Hala Sultan; Медина — 648, Ларнака) — сподвижница и дальняя тётя исламского пророка Мухаммеда. Она была тётей по материнской линии Анаса ибн Малика. Она также была одной из женщин-ансаров Медины.

## Биография
Умм Харам принадлежала к клану Бану Наджжар из племени Бану аль-Хазрадж из ансаров. Она была сестрой Умм Сулейм бинт Милхан, и их дом часто посещал исламский пророка Мухаммед. Её братья, Харам бин Милхан и Сулейм бин Милхан, участвовали в битве при Бадре и Ухуде. Она была замужем за Убадой ибн аль-Самитом, соратником Мухаммеда. Убад был одним из первых мужчин-ансаров, принявших участие в Клятве при Акабе. Она также была тетей Анаса бин Малика, сподвижника и слуги Мухаммеда. Она была одной из мусульманских медсёстер военного времени, которые обслуживали раненых солдат во время битв при Ухуде и Хунайне. Во время кипрской экспедиции она ходила по морю под командованием Муавии при халифате Усмана ибн Аффана (годы правления  644–656). Она упала со своего верхового животного и умерла.
Гробница Умм Харам находится в Ларнаке, Кипр, и рядом с ней построена мечеть. Мечеть известна как Хала Султан Текке.